# スタッド・ミュニシパル・デ・キンテレ

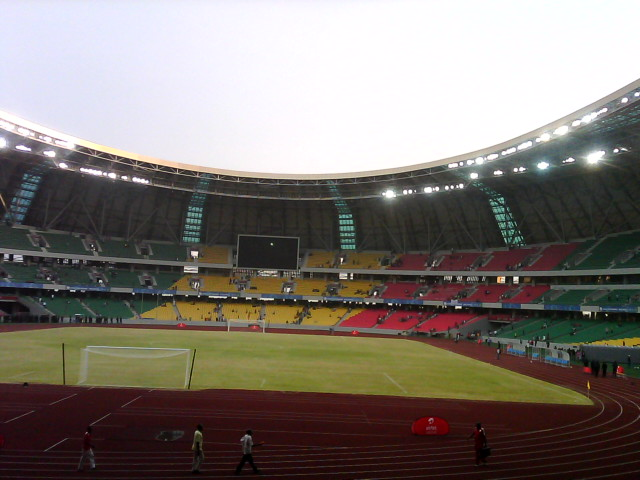
スタジアム内

スタッド・ミュニシパル・デ・キンテレ (仏：Stade Municipal de Kintélé)はコンゴ共和国の首都、ブラザヴィルにある同国の国立競技場。キンテレ市営競技場とも。2015年アフリカ競技大会のメイン会場。今後はスタッド・アルフォンス・マサンバ・デバやスタッド・ミュニシパル・デ・ポワント・ノワールに変わる新たなサッカーコンゴ共和国代表のホームスタジアムとなる予定である。